# Mont Makihata
Le mont Makihata (巻機山, Makihata-yama) est une montagne du Japon située à la limite des préfectures de Gunma et Niigata. Il est classé parmi les 100 montagnes célèbres du Japon.

## Toponymie
Autrefois, la production de tissu était une activité répandue dans l'ancien village d'Ōgiroku, au pied du mont Makihata. Les tisserands alors en activité plaçaient leurs métiers à tisser sous la protection de la légendaire princesse Takuhatachiji, la déesse du textile selon le Kojiki, un recueil de mythes concernant l’origine des îles formant le Japon et des divinités du shintō. Et ils tenaient la montagne Makihata pour une représentation de cette divinité, d'où son nom de « mont bobinoir »,.

## Géographie

### Situation, topographie
Le mont Makihata est situé dans la ville de Minamiuonuma (préfecture de Niigata), sauf sa partie sud-est située dans le bourg de Minakami (préfecture de Gunma). Son sommet, qui culmine à une altitude de 1 967 m, domine, au sud-est, le lac artificiel Okutone, alimenté par le fleuve Tone.
Il fait partie des monts Mikuni et est constitué des pics Waribiki (altitude de 1 931 m) au nord-ouest et Ushi (altitude de 1 961 m) au nord-est de son sommet.

### Flore

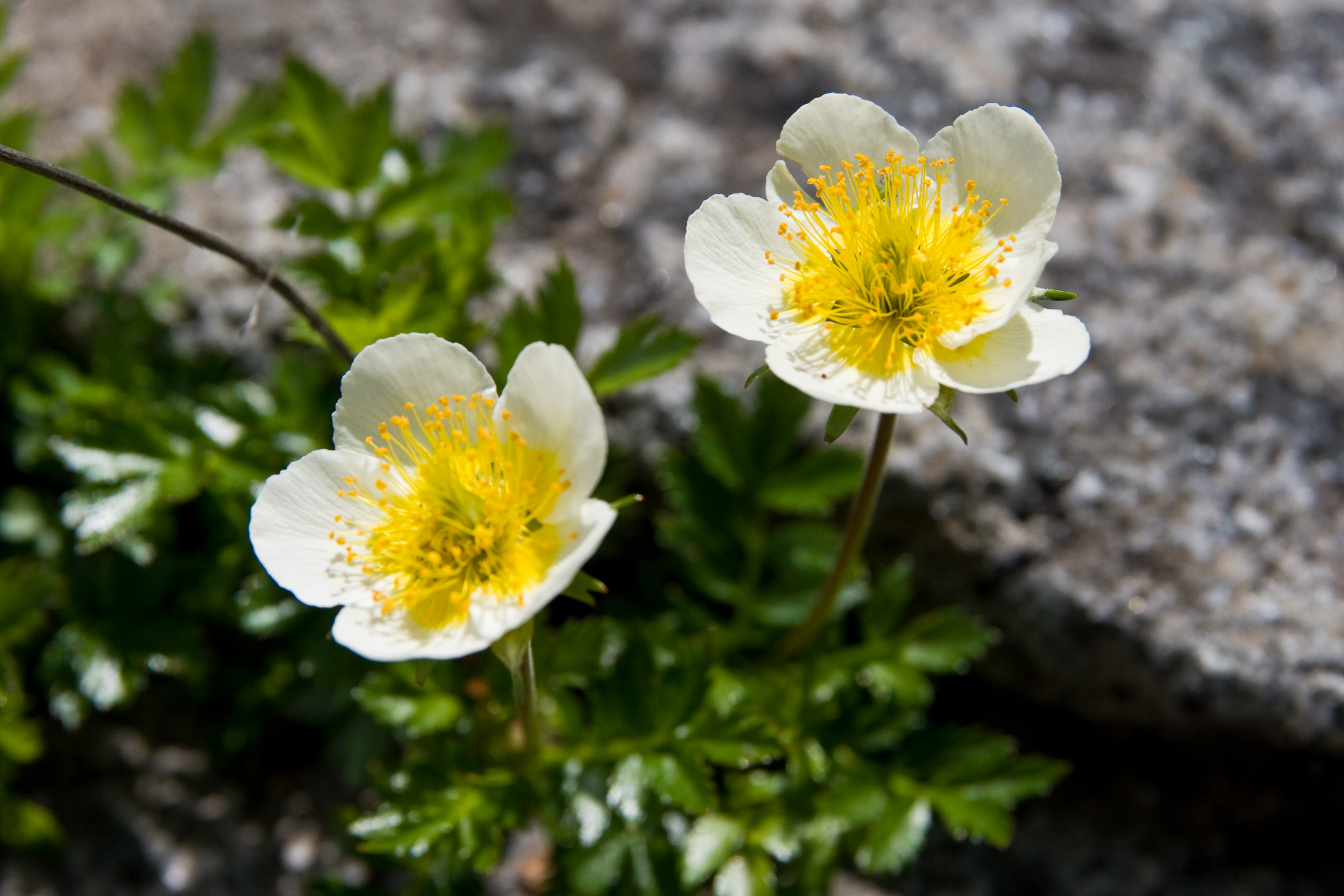
Benoites à 5 pétales.

Le pied de la montagne est couvert d'une dense forêt de hêtres parsemée au printemps de savoyanes, de benoites à 5 pétales, de diverses espèces d'azalées, d'Erythronium, d'Epimedium, d'hémérocalles et de primevères.